# Щедрино (Ярославская область)
Щедрино — посёлок в Ярославском районе Ярославской области России. 
В рамках организации местного самоуправления входит в Карабихское сельское поселение; в рамках административно-территориального устройства включается в Телегинский сельский округ. Ранее посёлок был административным центром Телегинского сельсовета.

## География
Территория посёлка — 50 га. К югу от Щедрино находятся офисы Ярославского нефтепроводного управления ООО «Транснефть - Балтика» и Верхневолжского ПТУС ОАО «Связьтранснефть».

## Население
| 2007 | 2010 |
| ---- | ---- |
| 972  | ↘879 |

По состоянию на 1989 год в посёлке проживало 947 человек.
Постоянное население на 1 января 2007 года — 972 человека; на 1 января 2010 года — 956 человек.

## История
До революции — усадьба Щедрино принадлежала помещику, потомственному почётному гражданину Вигелю Фёдору Августовичу, был расстрелян большевиками. В 1917 году в здании барского дома было открыто сельскохозяйственное училище.
В советские годы посёлок являлся центральной усадьбой совхоза «Восход».

## Инфраструктура
Имеются следующие учреждения: центр детского творчества «Шанс», детский сад № 27 «Светлячок», баня, ЖКХ, ФАП (филиал Ярославской центральной районной больницы), 3 магазина, библиотека, медпункт, кафетерий, почтовое отделение, автосалон, Сбербанк, гостевой дом, администрация Карабихского СП.

## Транспорт
Из Ярославля ходит автобусный маршрут №176 «Ярославль-Главный — Щедрино». В километре от посёлка, на Московском проспекте, расположена остановка «Поворот на Щедрино», через которую проходят маршруты общественного транспорта №№ 104 Ярославль — Дубки, 105 Ярославль — Кормилицино, 110 Ярославль — Военный городок, 131 Ярославль — Введенье.

## Достопримечательности
- Мемориальная доска Героя Советского Союза Артемьева Федора Поликарповича[11].
- Памятник погибшим воинам-землякам в годы Великой Отечественной войны[11].

## Улицы[12]
Больничная, Гаражная, Запрудная, Каштановая, Медовая, Молодежная, Московская, Парковая, Полевая, Производство Территория, Садовая, Центральная, Юности.